# Vivan Sundaram

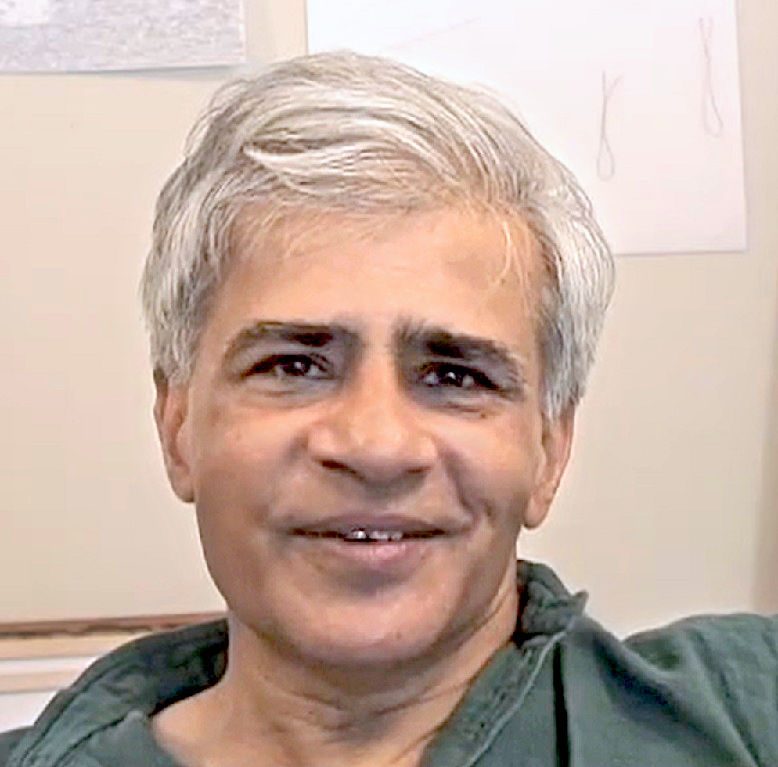
Vivan Sundaram im Jahr 2012

Vivan Sundaram (* 28. Mai 1943 in Shimla; † 29. März 2023 in Neu-Delhi) war ein indischer Künstler. Er war ein Neffe der berühmten Künstlerin Amrita Sher-Gil.

## Leben
Vivan Sundaram wurde 1943 in Shimla geboren. Er stammt aus einer bekannten ungarisch-indischen Künstlerfamilie. Sein Großvater Umrao Singh Sher-Gil (1870–1954) war ein Philosoph, Künstler und Fotograf aus dem Punjab. Seine Tante Amrita Sher-Gil (1913–1941) war eine bekannte Malerin und gilt als Wegbereiterin der indischen Moderne. Vivan Sundarams Schwester Navina Sundaram (1945–2022) ist eine indisch-deutsche Fernsehjournalistin, Redakteurin und Filmemacherin. Die familiäre Umgebung der Geschwister war bildungsbürgerlich-kosmopolitisch, ihre Erziehung geprägt vom Geist der jungen indischen Republik unter Ministerpräsident Jawaharlal Nehru (1889–1964), ein säkularer, parlamentarischer Staat, der u. a. in der Allianz der Blockfreien Länder wichtige Impulse setzte.
Er studierte Malerei an der Faculty of Fine Arts der Maharaja Sayajirao University of Baroda in Vadodara und absolvierte Mitte der 1960er Jahre bei R. B. Kitaj an der Slade School of Fine Art in London ein Aufbaustudium. Während seines Studiums in England und Deutschland wurde er in Arbeitsstil und künstlerischer Sehweise von den marxistischen Gedanken der 68er-Studentenbewegung beeinflusst. 1970 kehrte er nach Indien zurück. Er gehörte 1989 zu den Mitbegründern der Organisation SAHMAT (Safdar Hashmi Memorial Trust), einem kulturell-politischen Forum von Künstlern und Intellektuellen gegen rechte Ideologien.
Vivan Sundaram zählte zu den bedeutendsten indischen Gegenwartskünstlern. Er lebte mit seiner Frau, der Kunstkritikerin Geeta Kapur, in Delhi.

## Werk

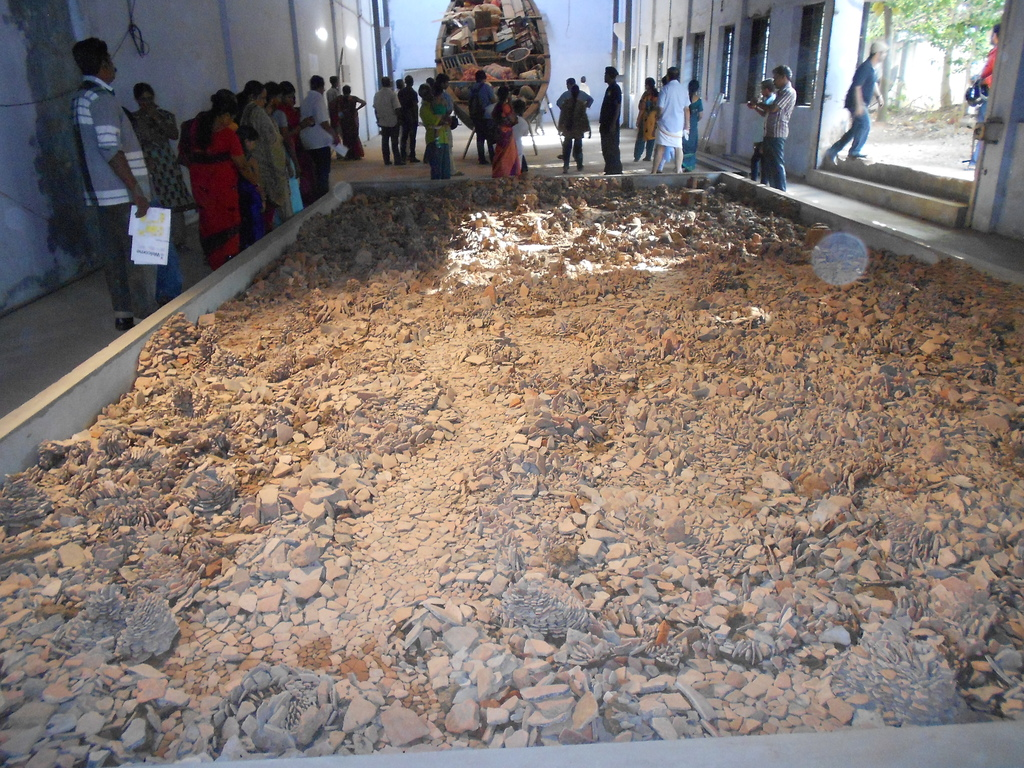
Werk von Vivan Sundaram im Hintergrund auf der Kochi-Musris Binnale

Während seiner Anfangsjahre als Künstler schuf Sundaram figurative Gemälde. Ab Mitte der 1980er Jahre wandte er sich immer stärker den Kunstgattungen Mixed Media und Installation zu, weil er die Beschränkungen überwinden wollte, die ein gerahmtes zweidimensionales Kunstwerk dem Künstler auferlegen. Er war einer der ersten indischen Künstler, die Installationen schufen. Etwa 1990 gab er die Malerei ganz auf und widmete sich den künstlerischen Ausdrucksformen Installation, Fotografie einschließlich Fotomontage und Videokunst. 
Sundarams Kunst thematisiert überwiegend politische und gesellschaftliche Fragen. So konfrontiert er in seiner Serie TRASH die Betrachter mit dem Thema Müll. Er arbeitete oftmals an der Nahtstelle zwischen Kunst und Architektur, wobei er sich zunehmend auf Fragen konzentrierte, die sich aus der urbanen Entwicklung unserer Zeit ergeben.
Ein Kontrast und eine Ergänzung dazu ist die künstlerische Auseinandersetzung mit seiner Familiengeschichte. Das Ölgemälde The Sher-Gil Family (1983–84) war eines der letzten Werke, mit denen er sich von der Malerei verabschiedete. Auf dem Bild sind seine Tante Amrita Sher-Gil, seine Mutter Indira, seine Großmutter Marie Antoinette und im Hintergrund sein Großvater Umrao Singh „als Collage von Fragmenten versammelt“. Re-take of ‘Amrita’ ist eine Serie von Fotomontagen, bei denen er Schwarz-Weiß-Familienfotos seines Großvaters Umrao Singh verwendete. Sundaram digitalisierte die alten Fotografien und setzte sie neu zusammen, um auf diese Weise die Familiengeschichte neu zu erzählen.
Seit etwa Mitte der 1970er Jahre beschäftigte er sich außerdem als Kurator, Herausgeber und Archivar mit der Geschichte der Familie Sher-Gil. Dazu gehört auch die Edition der Briefe von Amrita Sher-Gil.
Im Januar 2010 begann die gemeinnützige Organisation Asia Art Archive mit der Digitalisierung des Archivs von Vivan Sundaram und seiner Frau Geeta Kapur.